# Man That You Fear
«Man That You Fear» es el título del último sencillo de la banda de Estados Unidos, Marilyn Manson, para su segundo álbum de estudio: Antichrist Superstar. El sencillo se publicó en 1997. Su género es Industrial y su duración es de 4 minutos con 18 segundos. Los productores son Trent Reznor y David Rave Ogilvie.

## Vídeo musical
El vídeo musical del sencillo, comienza cuando Marilyn Manson y una mujer embarazada viendo un capítulo de Friends (que aparenta ser su esposa o novia), lo viste y lo ayuda a maquillarse. Afuera de su hogar, varias personas ya esperaban a Marilyn Manson, quien sale cantando y atrás la mujer. Todo el vídeo, Marilyn Manson, la mujer y el grupo de personas caminan, junto con una banda. En una de las escenas, Marilyn Manson cae al suelo, para después levantarse (simulando las supuestas caídas que tuvo Cristo). Al final del vídeo, llegan a un lugar en donde Marilyn Manson se desabrocha la camisa y todos están a punto de lanzarle piedras. Ahí el vídeo termina y se escuchan unas voces distorsionadas repitiendo: When all of your wishes are granted, many of your dreams will be destroyed, primeramente confundidas con mensajes subliminales. Dándole fin al álbum Antichrist superstar.
El vídeo tiene paralelismos con un telefilme llamado El sorteo (The Lottery) de 1996 protagonizada por Dan Cortese, Keri Russell y Veronica Cartwright. En las dos obras visuales se realiza un sorteo por medio de cual una persona será lapidada, aunque en el videoclip no deja claro si dicha persona es culpable o inocente, ya que la caída de Manson simulando la supuesta caída de Jesús se puede interpretar tanto literal (él es inocente) como irónica (él es culpable); en la película sí dejan bastante claro que la elección del condenado es totalmente aleatoria.